# Серра-ди-Сан-Мигел (микрорегион)

Серра-ди-Сан-Мигел на карте.

Серра-ди-Сан-Мигел (порт. Microrregião da Serra de São Miguel) — микрорегион в Бразилии, входит в штат Риу-Гранди-ду-Норти. Составная часть мезорегиона Запад штата Риу-Гранди-ду-Норти. 
Население составляет 	62 755	 человек (на 2010 год). Площадь — 	971,878	 км². Плотность населения — 	64,57	 чел./км².

## Демография
Согласно сведениям, собранным в ходе переписи 2010 г. Национальным институтом географии и статистики (IBGE), население микрорегиона составляет:						
| Полное население                             | Полное население                             | Полное население                             | Полное население                             | 62 755 |
| -------------------------------------------- | -------------------------------------------- | -------------------------------------------- | -------------------------------------------- | ------ |
| в том числе:                                 | Городское население                          | 35 593                                       | Процент городского населения, %              | 56,72  |
|                                              | Сельское население                           | 27 162                                       | Процент сельского населения, %               | 43,28  |
|                                              | Мужское население                            | 30 675                                       | Процент мужского населения, %                | 48,88  |
|                                              | Женское население                            | 32 080                                       | Процент женского населения, %                | 51,12  |
| Плотность населения, чел/км²                 | Плотность населения, чел/км²                 | Плотность населения, чел/км²                 | Плотность населения, чел/км²                 | 64,57  |
| Население микрорегиона в % к населению штата | Население микрорегиона в % к населению штата | Население микрорегиона в % к населению штата | Население микрорегиона в % к населению штата | 1,98   |

## Статистика
- Валовой внутренний продукт на 2003 год составляет 119 085 162,00 реалов (данные: Бразильский институт географии и статистики).
- Валовой внутренний продукт на душу населения на 2003 год составляет 1981,92 реалов (данные: Бразильский институт географии и статистики).
- Индекс развития человеческого потенциала на 2000 год составляет 0,612 (данные: Программа развития ООН).

## Состав микрорегиона
В составе микрорегиона включены следующие муниципалитеты:
1. Коронел-Жуан-Песоа
2. Дотор-Севериану
3. Энканту
4. Луис-Гомис
5. Мажор-Салис
6. Риашу-ди-Сантана
7. Сан-Мигел
8. Венья-Вер
9. Агуа-Нова